# Albert Alvarez
Albert Alvarez, né Albert-Raymond Gourron le 16 mai 1861 à Cenon et mort le 27 janvier 1933 dans le 15e arrondissement de Paris, est un ténor français.

## Biographie
Albert Raymond est né le 16 mai 1861, de Jean-Gustave Gourron (boucher) et Marie-Eulalie Amouroux. Il a un frère, Laurence (1867-1942) et une sœur, Jeanne (1868-1923). Il épouse Marie-Thérèse Ferchat le 22 avril 1891 et le couple a une fille, Yvonne, en 1892. Le 18 janvier 1910, il se remarie avec Hélène Benjamin à l'église Sainte-Élisabeth de Paris dans un cercle strictement privé.
Durant son service militaire il joue du cornet et devint chef d'orchestre de la fanfare militaire. Après cela, il joue du cornet au célèbre café-concert de la Pépinière dans la Rue de la Pépinière. En 1883, il commence ses études de chant avec Auguste de Martini et en 1886 il fait ses débuts à l'Opéra Royal de Gand dans le rôle-titre du Faust de Charles Gounod. Parce que son employeur pensait qu'Alvarez sonnait "plus espagnol" que Gourron, il a été annoncé comme Albert Alvarez dans le rôle de Don José. Après son succès, il a décidé d'utiliser désormais ce nom. Après ses débuts à Gand, il travaille aux opéras de Lyon et de Marseille, où il obtient un grand succès dans cette dernière ville avec son interprétation en 1892 du rôle-titre de Guillaume Tell de Gioachino Rossini. Il est accepté à l'Opéra national de Paris, où il interprète de nombreux rôles ainsi que dans plusieurs opéras nationaux.
Au cours de la période 1893-1903, il donne des représentations presque chaque année à Londres, entre autres au Royal Opera House. Il interprète Araquil dans La Navarraise de Jules Massenet en 1894, joue dans Amy Robsart d'Isidore de Lara à Leicester en 1893. En 1899-1903, il est nommé au Metropolitan Opera de New York. Il est également actif comme professeur de chant à Paris.
Il possède plus de 40 disques chez Pathé Records à Paris et des enregistrements illégaux ont également été réalisés, sur cylindres, lors de ses prestations à New York par Lionel Mapleson.

### Procès et fin de carrière
Il met fin brutalement à sa carrière et à sa renommée internationale en intentant un procès en 1907 contre Julien Torchet, le critique musical, et les éditeurs du Comœdia. Julien Torchet avait indiqué dans l'édition du 10 octobre 1907 qu'Alvarez chantait parfois faux, et le ténor très offensé réclama alors 100 000 francs de dommages et intérêts pour diffamation. En première instance, en janvier 1908, le Comœdia fut condamnée à payer des dommages et intérêts de 1 500 francs, en appel l'affaire fut abandonnée car la cause était jugée insuffisamment importante. Mais en 1908, à cause d'erreurs répétées, il est renvoyé de l'Opéra national et il disparait complètement de la presse française.

## Après le procès
Alvarez meurt à Paris le 27 janvier à son domicile, 147 avenue de Suffren. Conformément à ses souhaits, il est enterré dans l'intimité, de nombreux journaux nationaux rapportèrent son décès, mais seulement quelques-uns à Paris. Il fut initialement inhumé au cimetière de Montmartre, et le 7 juillet 1934 il est réinhumé au cimetière des Batignolles.